# Hammam Debagh (distrito)
Hammam Debagh é um distrito localizado na província de Guelma, Argélia, e cuja capital é a cidade de mesmo nome, Hammam Debagh. A população total do distrito era de 28 043 habitantes, em 1998.[carece de fontes?]

## Municípios
O distrito é composto por três municípios, que é o maior número na província:
- Hammam Debagh
- Roknia
- Bou Hamdane